# Préfecture de Dinguiraye
La préfecture de Dinguiraye est une subdivision administrative de la région de Faranah, en Guinée. Le chef-lieu est la ville de Dinguiraye.

## Subdivision administrative
La préfecture de Dinguiraye est subdivisée en huit (8) sous-préfectures: Dinguiraye-Centre, Banora, Dialakoro, Diatiféré, Gagnakali, Kalinko, Lansanya et Sélouma.

## Population
En 2016, la préfecture comptait 210 043 habitants la préfecture est occupé en majorité par les peuls d ou la langue commune le poular et un peu le malinké

## Galerie

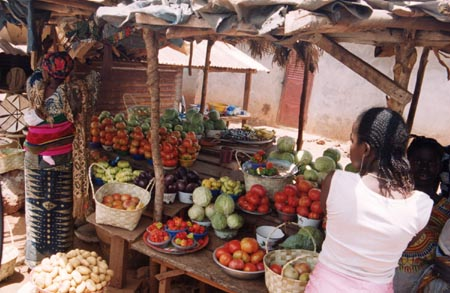
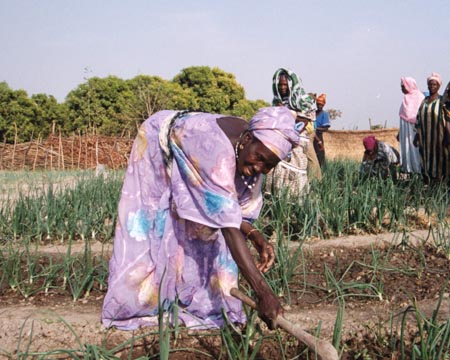